# يوتا آبي
يوتا آبي (باليابانية:安部 雄大) مواليد 31 يوليو 1974 في اليابان، هو لاعب كرة قدم ياباني سابق كان يلعب كلاعب وسط.

## المسيرة الاحترافية

### أندية لعب لها
- سانفريس هيروشيما
- فيسيل كوبه

## روابط خارجية
- يوتا آبي على موقع رابطة كرة القدم اليابانية للمحترفين (اليابانية)
- يوتا آبي على موقع عالم كرة القدم.نت (الإنجليزية)